# Référendum de 2016 au Queensland
Le référendeum de 2016 au Queensland a lieu le 19 mars 2016 afin de permettre à la population de l'État australien du Queensland de se prononcer sur l'extension de la durée du mandat de son Assemblée législative de trois à quatre ans. Le projet fixe la tenue des élections, auparavant sans date prédéterminée, au dernier samedi du mois d'octobre de la quatrième année du mandat de l'assemblée. Un référendum similaire organisé en 1991 — portant sur une même extension de trois à quatre ans mais sans élections à date fixe — avait échoué de peu à recueillir le soutien des électeurs.
Le projet de loi est approuvé par près de 53 % des votants, pour une participation de plus de 82 %. Il est pour la première fois appliqué lors des Élections législatives de 2020.

## Résultat
| Choix                     | Votes     | %     |
| ------------------------- | --------- | ----- |
| Pour                      | 1 302 398 | 52,96 |
| Contre                    | 1 157 043 | 47,04 |
|                           |           |       |
| Votes valides             | 2 459 441 | 97,05 |
| Votes blancs et invalides | 74 728    | 2,95  |
| Total                     | 2 534 169 | 100   |
| Abstention                | 549 424   | 17,82 |
| Inscrits/Participation    | 3 083 593 | 82,18 |

| Pour 1 302 398 (52,96 %) |  |  | Contre 1 157 043 (47,04 %) |
| ▲                        |  |  |                            |
| Majorité absolue         |  |  |                            |